# Antonie Maláčková
Antonie Maláčková (3. listopadu 1908 - ???) byla česká a československá politička a poúnorová bezpartijní poslankyně Národního shromáždění ČSSR.

## Biografie
Ve volbách roku 1960 byla zvolena do Národního shromáždění ČSSR za Jihomoravský kraj jako bezpartijní kandidátka. V Národním shromáždění zasedala až do konce volebního období parlamentu, tedy do voleb v roce 1964.